# شهرزاد (ملحنة)
شهرزاد كمالي (بالتركية: Şehrazad Kemali) (مواليد 3 سبتمبر 1952)، هي شخصية تلفزيونية تركية و ملحنة، شاعرة ومنتجة ومغنية جاز وبوب. تخرجت من مدرسة الشويفات الدولية في بيروت. تتقن العربية والإنجليزية والفرنسية والتركية.

## روابط خارجية
- شهرزاد على موقع ميوزك برينز (الإنجليزية)
- شهرزاد على موقع ديسكوغز (الإنجليزية)